# Тім Лемперле
Тім Лемперле (нім. Tim Lemperle, нар. 5 лютого 2002, Франкфурт-на-Майні, Німеччина) — німецький футболіст, вінгер клубу «Гоффенгайм».

## Ігрова кар'єра

### Клубна
Тім Лемперле починав грати у футбол у клубі «Франкфурт» зі свого рідного міста. У 2017 році він приєднався до молодіжної команди клубу Бундесліги «Кельн», де завдяки своїй грі на юніорському рівні отримав можливість підписання з клубом професійного контракту. У травні 2020 року Лемперле підписав контракт з клубом до літа 2023 року. У червні 2020 року вінгер дебютував у першій команді у турнірі Бундесліги.
У червні 2025 року на правах вільного агента перейшов у «Гоффенгайм».

### Збірна
З 2018 року Тім Лемперле виступав за юнацькі збірні Німеччини. У червні 2022 року футболіст дебютував у складі молодіжної збірної Німеччини.